# 6949 Zissell
6949 Zissell este un asteroid din centura principală, descoperit pe 11 septembrie 1982, de Oak Ridge Obs..